# Michele Fina
Michele Fina (Avezzano, 30 settembre 1978) è un politico italiano, senatore della Repubblica dal 13 ottobre 2022.

## Biografia
Nato ad Avezzano nel 1978 e vissuto a Luco dei Marsi, si iscrisse dapprima presso la facoltà di scienze politiche all'Università degli Studi di Roma "La Sapienza" e, in seguito, all'Università degli Studi dell'Aquila, presso cui conseguì infine la laurea in culture per la comunicazione.

### Attività politica

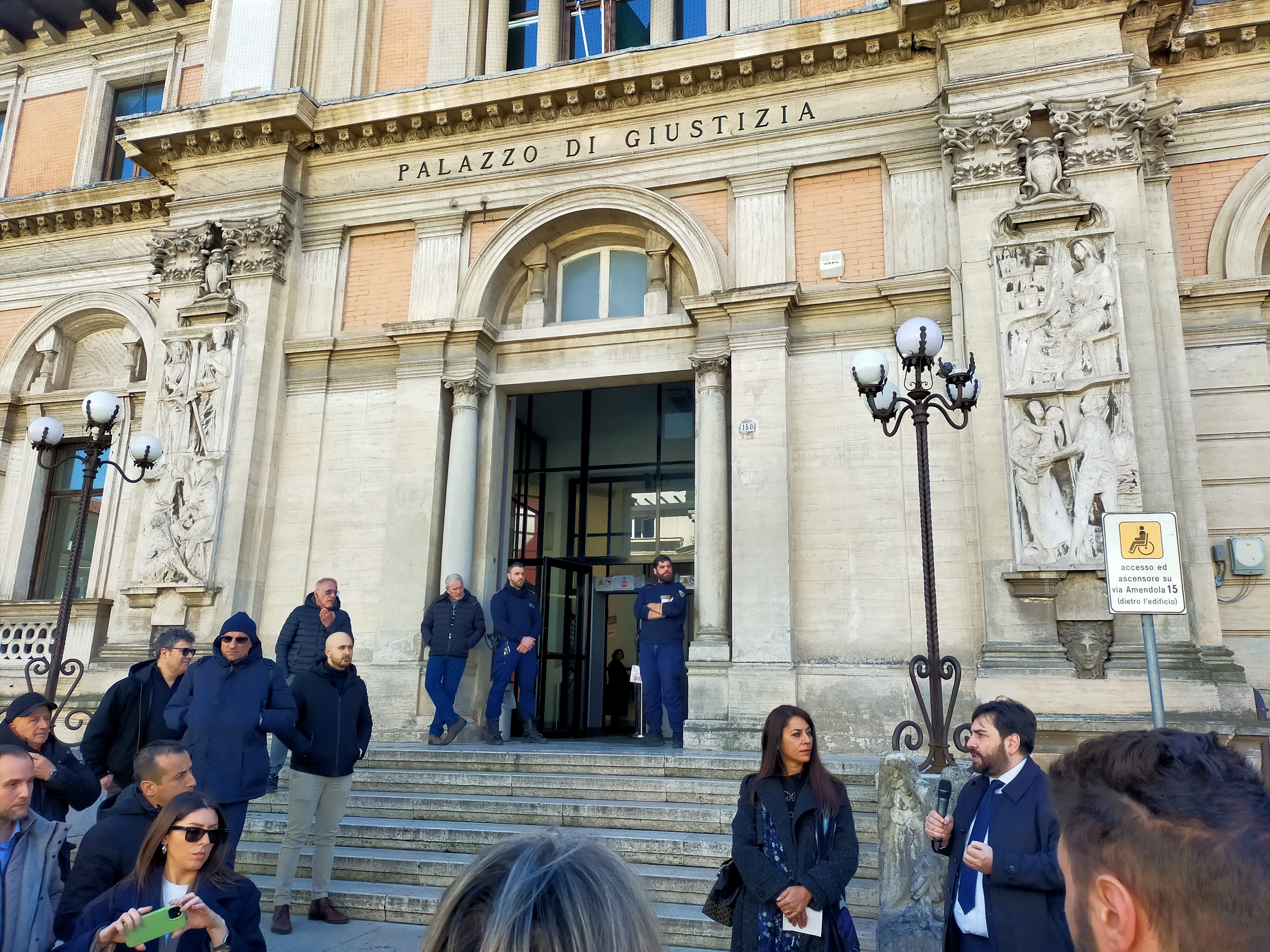
Michele Fina ad Avezzano con Gabriella Di Girolamo (2025)

Iniziò ad avvicinarsi alla politica entrando in Sinistra Giovanile, l'organizzazione giovanile dei Democratici di Sinistra, di cui fu segretario regionale e componente della direzione nazionale. Dal 2004 al 2010 fu assessore della provincia dell'Aquila, non di origine elettiva, con deleghe all'ambiente e alla protezione civile sotto la presidenza di Stefania Pezzopane.
Entrò quindi a far parte del Partito Democratico fin dalla sua fondazione nel 2007, diventando il primo segretario provinciale dell'Aquila del nuovo partito. Vicino ad Andrea Orlando, ne diventò capo della segreteria nel 2013 al ministero dell'ambiente, diventando poi suo collaboratore al ministero della giustizia dal 2014 al 2018 e dal 2021 al 2022 al ministero del lavoro e delle politiche sociali. All'inizio del 2019, con l'inizio della segreteria di Nicola Zingaretti, è entrato a far parte della direzione nazionale del partito e nel luglio dello stesso anno è stato eletto segretario regionale per l'Abruzzo del Partito Democratico.
Alle elezioni politiche del 2022 è stato candidato nel collegio plurinominale Abruzzo - 01 del Senato come capolista del Partito Democratico, risultando eletto per la XIX legislatura. Al Senato della Repubblica è membro dell'8ª commissione permanente (Ambiente, transizione ecologica, energia, lavori pubblici, comunicazioni, innovazione tecnologica) dal 9 novembre 2022.